# Héliange de Clarisse
Heliangelus clarisse
Espèce
Répartition géographique
Statut de conservation UICN

 LC  : Préoccupation mineure
L'Héliange de Clarisse (Heliangelus clarisse) est une espèce d'oiseaux de la famille des Trochilidae.
Son nom est dédié à Clarisse Parzudaki née Moreuil (1807-1884), épouse du naturaliste Charles Parzudaki.

## Répartition et sous-espèces
Selon la classification de référence du Congrès ornithologique international (14.2, 2025) il se répartit en 3 sous-espèces :
- H. c. violiceps Phelps & Phelps Jr, 1953 — serranía de Perijá
- H. c. verdiscutus Phelps & Phelps Jr, 1955 — parc national El Tamá (es)
- H. c. clarisse (Longuemare, 1841) — cordillère Orientale (Colombie)